# Kota Marudu Talantang (jezik)
Kota Marudu Talantang jezik (ISO 639-3: grm), dusunski jezik šire sabahske skupine sjevernobornejskih jezika kojim govori 1 800 ljudi (2000) u malezijskoj državi Sabah u distriktu Kota Marudu. Mogu se služiti i jezikom kimaragang [kqr].
Ime jezika dolazi po etnonimu Talantang i imenu distrikta Kota Marudu.

## Vanjske poveznice
- Ethnologue (14th)
- Ethnologue (15th)